# Candona ohioensis
Candona ohioensis är en kräftdjursart som beskrevs av N. C. Furtos 1933. Candona ohioensis ingår i släktet Candona och familjen Candonidae. Inga underarter finns listade.